# Leptagrion dispar
Leptagrion dispar – gatunek ważki z rodziny łątkowatych (Coenagrionidae). Endemit wschodniej Brazylii; stwierdzony w stanach Espírito Santo i Bahia.